# René Delbrouck
René Léon Louis Delbrouck (Ougrée, 13 december 1903 - Neuengamme, 20 juni 1942) was een Belgisch volksvertegenwoordiger.

## Levensloop
Metaalbewerker van beroep, werd hij secretaris van de Socialistische Jonge Wacht in Luik (1932-1936). In 1932 werd hij ook gemeenteraadslid van Ougrée en in 1939 schepen. 
In 1936 werd hij verkozen tot socialistisch volksvertegenwoordiger voor het arrondissement Luik en behield dit mandaat tot aan zijn dood.
In 1940 trad hij bijna onmiddellijk toe tot het Verzet. Hij stichtte een van de eerste verzetsblaadjes en het eerste dat publicatieverbod kreeg, Le Clandestin. Met Charles Rahier, Joseph Leclercq en Émile Parys begon hij met een nieuw clandestien blad, Le Monde du Travail. 
In april 1941 werd hij door de bezetter uit zijn ambt van schepen ontzet. Hij riep de arbeiders op om op 1 mei 1941 te staken.  
Hij werd opgepakt op 22 juni 1941, eerst vastgehouden in het Fort van Hoei en vervolgens naar het concentratiekamp Neuengamme gestuurd, waar hij aan zijn ontberingen overleed.
In Ougrée is er een Rue René Delbrouck en een Centre Culturel René Delbrouck.